# Pozzo di calore
Il pozzo di calore è  un sistema capace di assorbire energia termica con lo scopo di compiere lavoro o per trasformarla in altri tipi energia, ad esempio meccanica.
Si tratta di un concetto utile in termodinamica, nello studio dei sistemi di trasformazione dell'energia termica.
Una realizzazione pratica di pozzo di calore può essere il serbatoio di una semplice macchina a vapore, dove l'energia termica si trasforma (pur tra grandi dispersioni) in energia meccanica: il fuoco, alimentato a carbone nella caldaia, è la fonte di calore; il calore riscalda l'acqua nel serbatoio che, raggiunta l'ebollizione, si trasforma in vapore; la pressione del vapore solleva il pistone, che di fatto subisce un lavoro.